# وايلد كارد
وايلد كارد (بالإنجليزية: Wild Card)‏ هو فيلم إثارة حركة أمريكي صدر عام 2015م، من إخراج سيمون ويست، وبطولة جيسون ستاثام، ومايكل أنجارانو، ودومينيك غارسيا لوريدو، وميلو فينتيميليا، وهوب ديفيس وستانلي توتشي. الفيلم مبني على رواية حرارة والتي كتبها وليام غولدمان عام 1985م، الفيلم هو طبعة جديدة من فيلم حرارة 1986 الذي قام ببطولته بيرت رينولدز. تم إصدار الفيلم في الولايات المتحدة في 30 يناير 2015م في إصدار محدود ومن خلال الفيديو حسب الطلب.

## طاقم العمل
طاقم فيلم وايلد كارد هو مجموعة من الممثلين والمخرجين والمنتجين الذين شاركوا في صناعة فيلم إثارة أمريكي صدر عام 2015. الفيلم مبني على رواية حرارة لوليام غولدمان وهو طبعة جديدة من فيلم حرارة 1986 الذي قام ببطولته بيرت رينولدز.
بعض أعضاء طاقم الفيلم هم:
- جيسون ستاثام: بطل الفيلم وأحد منتجيه. يلعب دور نيك وايلد، حارس شخصي في لاس فيغاس يعاني من مشكلة في القمار.
- مايكل أنجارانو: يلعب دور سايرس كينان، صديق نيك وزبونه الثري الذي يطلب منه المساعدة في تعلم كيفية الدفاع عن نفسه.
- دومينيك غارسيا لوريدو: تلعب دور هولي، صديقة نيك وعاهرة تتعرض للضرب من قبل رجل عصابات.
- ميلو فينتيميليا: يلعب دور داني ديماركو، رجل عصابات فاسد وابن رئيس المافيا. هو من يضرب هولي ويرغب في الانتقام من نيك.
- هوب ديفيس: تلعب دور كاساندرا، مديرة فندق تساعد نيك في إخفاء هولي.
- ستانلي توتشي: يلعب دور بابى، رئيس المافيا ووالد داني. هو صديق قديم لنيك ولا يرغب في خوض حرب معه.

## وصلات خارجية
- وايلد كارد على موقع IMDb (الإنجليزية)
- وايلد كارد على موقع ميتاكريتيك (الإنجليزية)
- وايلد كارد على موقع روتن توميتوز (الإنجليزية)
- وايلد كارد على موقع نتفليكس (الإنجليزية)
- وايلد كارد على موقع قاعدة بيانات الأفلام العربية
- وايلد كارد على موقع ألو سيني (الفرنسية)
- وايلد كارد على موقع Turner Classic Movies (الإنجليزية)
- وايلد كارد على موقع أول موفي (الإنجليزية)
- وايلد كارد على موقع بوكس أوفيس موجو (الإنجليزية)
- وايلد كارد على موقع فيلمافينيتي (الإسبانية)